# Focke-Wulf Fw 189
Focke-Wulf Fw 189 (Фоке-Вулф Фв-189) е германски двумоторен, двутел самолет.
Разработен е през втората половина на 1930-те г. Използван е за тактическо и оперативно-тактическо разузнаване, коригиране на артилерийския огън, лек бомбардировач и съдействие на наземните войски. Неприеман дълго време от някои висши кръгове в Имперското министерство на авиацията на Хитлеристка Германия, след влизането му на въоръжение в бойните части, този самолет се оказва успешен и става може би най-известният германски разузнавателен самолет от периода на Втората световна война.

## Създаване и производство
Историята на създаването на тази машина датира от февруари 1937 г., когато започват изпитанията на войсковия разузнавателен самолет Henschel Hs 126, призван да замени остарелия вече Heinkel He 45. Още същия месец Министерството на авиацията изпраща до самолетостроителните фирми секретни инструкции, в които са изложени параметрите на нов тактически разузнавателен самолет с тричленен екипаж. Изискванията са високи – новият самолет трябва да превъзхожда всички аналогични самолети в световен мащаб.
В края на април 1937 г. за по-натъшно развитие са избрани проектите на фирмите Arado (с Ar 198) и Focke-Wulf (с Fw 189). Проектът на главния конструктор на Focke-Wulf инж. Курт Танк е за двутел двумоторен самолет. Според него тази конфигурация позволява при едни и същи двигатели, крило, тела и др., да се използват различни гондоли-кабини в зависимост от предназначението на модификацията. Проектът е приет нееднозначно от авиационните експерти в министерството. Отхвърлян от едни и аплодиран от други, все пак надделява мнението, че машината е перспективна и е договорено построяването на три прототипа. За водещ конструктор е назначен Е. Козел и през юли 1938 г. излита първият прототип Fw 189V-1. До септември 1938 г. са готови и другите два; в края на годината се появява и Fw 189V-4, станал еталон за тактическия разузнавач Fw 189А.
Въпреки че конкурентът Ar 198 показва твърде незадоволителни характеристики на изпитанията, от Луфтвафе не бързат с поръчването на серийни Fw 189. През 1939 г. са поръчани 3 предсерийни и 10 серийни машини от модификацията Fw 189В, която представлява учебно-тренировъчна версия на самолета. Едва през пролетта на 1940 г. е поръчана първата серия от разузнавача Fw 189А.
В кампанията срещу Франция през 1940 г. се оказва, че наличните разузнавателни самолети в Луфтвафе са морално остарели, което дава тласък на производството на Fw 189. За целта са ангажирани и заводите на фирмата Aero в протектората Бохемия и Моравия, а по-късно и в окупирана Франция – заводите на SNCASO в Мариняк, като през пролетта на 1943 г. френската фирма остава единственият производител на Fw 189. До спирането на производството на тази машина (август 1944 г.), са произведени общо 846 самолета Fw 189 от всички варианти.

## Модификации
Fw 189A е основният разузнавателен вариант на машината, като основно са строени и използвани версиите А-1 и А-2.
- Fw 189A-0 – 10 предсерийни машини от т. нар. „нулева серия“, предназначени за последни тестове.
- Fw 189A-1 – Първа (базова) версия на разузнавача. Двигателите са Argus As 410А-1, въоръжението се състои от 2 х 7.92–мм картечници MG 17 в основата на крилото за стрелба напред и 2 х 7.92-мм картечници MG 15 за защита в задната полусфера, разположени в две огневи точки. Бомбовото натоварване е макс. 400 кг. Снабден е с неподвижна фотокамера Rb 20/30, която може да бъде заменяна с Rb 50/30 и др.
- Fw 189A-1 Trop – Тропическа версия на Fw 189 A-1, снабдена с противопрахови филтри на карбураторите, предназначена за действия в Африка.
- Fw 189A-1/U2 – Версия като VIP-транспорт на Fw 189 A-1.
- Fw 189A-1/U3 – Развитие на версията като VIP-транспорт. Такъв тип самолет използват напр. генерал Ханс Йешонек и фелдмаршал Алберт Кеселринг[2].
- Fw 189A-2 – Тази версия се отличава от вариант А-1 само по смяната на двете картечници MG 15 за защита отзад със сдвоени 7.92-мм картечници MG 81Z.
- Fw 189A-3 – Учебен самолет с двойно управление.
- Fw 189A-4 – Вариант като лек щурмови самолет. С лека броня са защитени мотогондолите, горивните резервоари и част от кабината. Усилено е и въоръжението – от двете страни на кабината с монтирани 2 х 20-мм авиационни оръдия MG 151/20.

Fw 189B – петместен тренировъчен самолет; произведени са само 13 самолета. От тях:
- Fw 189B-0 – Три предсерийни машини.
- Fw 189B-1 – Серия от 10 машини.

Fw 189C – Вариант като силно брониран щурмови самолет. В края на 1939 г. прототипът Fw 189V-1 е преработен, като на мястото на силно остъклената кабина на разузнавача е монтирана бронирана гондола за екипаж от двама души. Тя се оказва много тясна и с много лош обзор. Тежката гондола влошава и летателните характеристики на машината. Въпреки това прототипът под името Fw 189V-1b е изпратен на сравнителни изпитания с прототипите на Henschel Hs 129 V-1 и V-2. Преценено е, че машината на Henschel е по-подходяща, тъй като макар и с дори по-лош обзор, има по-добри летателни характеристики. Fw 189C не е строен серийно.
- Fw 189D – Проект за двупоплавков хидросамолет. Не е строен.
- Fw 189E – Вариант с по-мощните френски двигатели Gnome-Rhone 14M, предложен от фирмата SNACSO. Един самолет е преоборудван с новите двигатели, но катастрофира на път за Германия и проектът е изоставен.
- Fw 189F-1 – Версия с по-мощни двигатели Argus As 411МА-1 (592 к. с.). Построени 17 машини.

## Имената на самолета
Когато политат първите прототипи, инж. Курт Танк дава на разузнавача името „Eule“ (Кукумявка), но по-късно това име се променя на „Uhu“ („Бухал“), което и остава официалното име на самолета. Неофициално самолетът е известен като „Летящо око“ (на немски: Fliegende Auge). Съветските войници и пилоти кръщават тази машина „Рама“, заради приликата на конструктивната ѝ схема с рамка. В България на Fw 189 е присвоено официалното име „Циклоп“, но сред пилотите е по-известен като „Око“.

## Експлоататори. Оперативна история

### Германия
Самолетът Fw 189, проектиран специално за ролята на тактически разузнавателен самолет (а не пригоден за подобна роля изтребител или бомбардировач), се оказва успешен за отредените му функции. Почти изцяло остъклената му кабина е отлично пригодена за водене на въздушно разузнаване, има добро отбранително въоръжение, а благодарение на аеродинамиката си и ниската си скорост, лесно се изплъзва от противниковите изтребители. По думите на съветския генерал Георгий Захаров: 
| „                                 | ... „Рамата“ притежаваше аеродинамични свойства, които ѝ позволяваха да извърши почти немислими маньоври. Като забележеше атакуващия изтребител, „Рамата“ като че ли потъваше надолу, а после си отиваше, сякаш се плъзгаше по релефа. Изтребителят, който имаше голяма скорост, не можеше да следи подобно маневриране | “ |
| Георгий Захаров. Я – истребитель. | |   |

Доказателство за тези думи е боят, разиграл се над Таманския полуостров на 19 май 1942 г., когато два МиГ-3 атакуват един Fw 189. В резултат на атаката немският самолет остава с един двигател и без отбранително въоръжение. Въпреки това разузнавачът се спуска ниско и започва оттегляне към летището си. Руските изтребители пикират след него, но не успяват навреме да излязат от пикирането и се разбиват в земята, а тежко повреденият немски самолет достига летището си и след ремонт отново е в строя. Самолет Fw 189 става и причината един от най-големите съветски асове В. Лавриненков да попадне в немски плен – въпреки че Лавриненков успява да свали разузнавача, поради високата си скорост се блъска в него и каца принудително край немските окопи, а вследствие на травмите от удара, развива впоследствие пароксизмална тахикардия.

За ползата от Fw 189 за Вермахта може да се съди и по отношението на съветските войници към този самолет. Според ген. Захаров:
| „                                 | ... Нашите бойци люто ненавиждаха „Рамата“ – повече, отколкото който и да е друг немски самолет. Когато той висеше над траншеите, нямаше къде да се скрият от точния огън на противника. | “ |
| Георгий Захаров. Я – истребитель. | |   |

Това се потвърждава и от спомените на българския пилот, о. з. майор Димитър Цицелков:
| „                                                                                               | Дори след войната сме имали случай, когато съветски войници спираха камионите на шосето, което минаваше край летището в Окоп, и идваха да секат с топори нашите „Рами“. Едва смогвахме да ги укротим... | “ |
| Делчев, Иван. Погледът на „Циклопа“. Focke-Wulf Fw 189 „Циклоп“. Аеросвят 3/1998, стр. 17 – 18. | |   |

Освен на Източния фронт, разузнавачите Fw 189 действат и в Африка, съдействайки на Африканския корпус на генерал Ервин Ромел.

### Словакия
Словашките ВВС получават 14 Fw 189 през 1942 г.

### Унгария
Унгария получава Fw 189 в края на 1942 г. Унгарските машини участват в боевете край Харков през 1943 г. а от март 1944 г. са постоянно на фронта.

### България
През 1943 г. българските ВВС (тогава Въздушни на Н. В. войски) получават 18 самолета Fw 189 от вариантите А-1 и А-2, с които е сформиран 3-ти образцов разузнавателен орляк. 16 машини (две са загубени при катастрофи) вземат участие в първата фаза от бойните действия след включването на България във Втората световна война. Самолетите действат от летище Върба и изпълняват 315 бойни полета за разузнаване и щурмуване на земни цели.